# Инденбаум, Леон
Леон Инденбаум (фр. Léon Indenbaum; 10 декабря 1890, Чаусы — 29 сентября 1981, Опьо) — французский художник и скульптор.

## Биография
Родился в Чаусах, Могилевской губернии в семье портного. После смерти отца воспитывался дедушкой. Учился в Вильне, в Школе искусств Антокольского, в Одессе.
В Париже с 1911 года. С 1911 по 1919 год работал в студии на Монпарнасе, учился у Бурделя. Первая выставка в Салоне Независимых (1912). В этот период он стал близким другом Амедео Модильяни.
Известен портрет Леона Инденбаума работы А. Модильяни (1915).
Некоторые скульптуры Инденбаума хранятся в Корпоративной коллекции Белгазпромбанка в Минске.